# مروان كيال
مروان كيال (بالفرنسية: Merouane Kial) (من مواليد 5 مارس 1972 في تكستار برج بوعريرج) هو لاعب كرة قدم جزائري سابق.

## روابط خارجية
- مروان كيال على موقع قاعدة بيانات كرة القدم.إي يو (الإنجليزية)
- مروان كيال على موقع Soccerway.com (الإنجليزية)